# Эмпайр-стейт-билдинг
Эмпайр-стейт-билдинг (англ. Empire State Building) — 102-этажный офисный небоскрёб, расположенный в Нью-Йорке на острове Манхэттен, на Пятой авеню между Западными 33-й и 34-й улицами. Здание, выполненное в стиле ар-деко, было построено на месте старого здания гостиницы «Уолдорф-Астория» с 17 марта 1930 по 11 апреля 1931 года по проекту архитектурного бюро Shreve, Lamb & Harmon, а его открытие состоялось 1 мая 1931 года. Название небоскрёба переводится как «здание Имперского Штата», в честь прозвища штата Нью-Йорк. С 1931 по 1970 год, до открытия Северной башни Всемирного торгового центра, Эмпайр-стейт-билдинг был высочайшим зданием мира. В 2001 году, когда рухнули башни ВТЦ, небоскрёб снова стал самым высоким зданием Нью-Йорка (до 2012 года, когда строившийся Всемирный торговый центр 1 стал выше). В настоящее время является девятым по высоте небоскрёбом в Соединённых Штатах, а также 54-м по высоте в мире.
В 1986 году Эмпайр-стейт-билдинг вошёл в список национальных исторических памятников США, а в 2007 году под номером один — в список лучших американских архитектурных достижений, по версии Американского института архитекторов. Зданием владеет и управляет компания Empire State Realty Trust, в настоящее время оно реконструируется за 550 млн долларов, 120 млн из которых идут на уменьшение энергопотребления.

## Проектирование и строительство

### Проектирование
Башня получила своё название от обиходного наименования американского штата Нью-Йорк, который называют «имперский штат», название можно также перевести как «Здание Имперского штата» (такое же название было присвоено в 1897 году 9-этажному зданию на Бродвее архитекторов де Лемоса и Кордеса). Его проект выполнила архитектурная фирма «Шрив, Лэмб и Хармон» (англ. Shreve, Lamb and Harmon) (главный архитектор — Уилльям Ф. Лэмб). При проектировании использовались более ранние разработки для зданий Рейнольдс-билдинг в Уинстон-Сейлеме, Северная Каролина и Керью Тауэр (англ. Carew Tower) в Цинциннати, Огайо. Существует известная традиция: персонал Эмпайр-стейт-билдинга каждый год на День отцов (третье воскресенье июня) посылает открытку персоналу Рейнольдс-билдинга, отдавая ему дань почтения.

### Строительство
Главными подрядчиками строительства были The Starrett Brothers and Eken, финансировался проект Джоном Раскобом и Пьером Дюпоном, президентом DuPont.
Земляные работы на участке начались 22 января 1930 года, а сооружение самой башни —17 марта, в День святого Патрика. На стройке трудились 3400 рабочих, преимущественно эмигранты из Европы, а также несколько сотен монтажников стальных конструкций из индейского племени могавков, многие из которых приехали на стройку из резервации Канаваке близ Монреаля. Согласно официальным данным, во время строительства погибло 5 рабочих.
Снимки фотографа Льюиса Викеса Хайна представляют собой не только важные исторические источники, запечатлевшие этапы строительства здания, но и отображают жизнь и условия труда рабочих. На фотографии слева изображён монтажник, сидящий на стальной балке, он является символом той эпохи, а также одним из самых узнаваемых образов, связанных с Эмпайр-стейт-билдинг.
Строительство здания стало частью высотной гонки в Нью-Йорке того времени. Его конкуренты, участвовавшие в этой гонке — Уолл-стрит, 40 и Крайслер Билдинг, уже строились, когда Эмпайр-стейт-билдинг только начинал возводиться. Каждый из проектов-соперников держал титул высочайшего здания в течение нескольких месяцев, пока Эмпайр-стейт-билдинг не превзошёл их всех. На строительство ушло всего 410 дней. За неделю строились примерно четыре с половиной этажа, «стахановский» рекорд — 14 этажей за 10 дней. Официальное открытие состоялось 1 мая 1931 года, когда президент США Герберт Гувер включил освещение здания, нажав на кнопку в Вашингтоне. А уже в следующем году освещение на верхушке здания было включено в честь победы Рузвельта над Гувером в президентской гонке 1932 года.

## Открытие
Когда губернатор Смит перерезал ленточку на открытии здания 1 мая 1931 года, в США шла Великая депрессия. Поэтому сдать удалось далеко не все помещения, а здание получило название «Пустой-стейт-билдинг» (англ. Empty State Building). Прошло десять лет, пока все помещения, наконец, были сданы. Здание не приносило дохода владельцам до 1950 года. Только в 1951 году после продажи Роджеру Стивенсу и его партнёрам за 51 млн долларов (рекордная для тех времён цена, уплаченная за одиночное сооружение) здание перестало быть убыточным.

## Проектное решение

### Архитектура
В здании 102 этажа, высота его основной части — 381,3 метра. С телевизионной башней, надстроенной в 1950-е годы вместо причальной мачты для дирижаблей, оно достигает 443 метров, а ширина у основания — около 140 м. Коммерческие площади занимают первые 85 этажей здания (257 211 м²). Остальные 16 этажей — это надстройка в стиле ар-деко, на 102 этаже расположена смотровая площадка. Эмпайр-стейт-билдинг — первое здание в мире выше 100 этажей. В нём 6500 окон и 73 лифта, оно построено на двухэтажном бетонном фундаменте, а стальной каркас весит 54 400 тонн (общий вес здания — 331 тыс. тонн). На облицовку пошло десять миллионов кирпичей, площадь окон — два гектара, а фундамента — более 8 тыс. м². В лестнице 1860 ступеней, ежегодно проводятся соревнования на скорейший подъём. Лифты способны за один час перевезти 10 тыс. человек. В башне около тысячи офисов на 21 тыс. человек, что делает Эмпайр-стейт-билдинг вторым по числу сотрудников зданием Америки после Пентагона. Общая длина труб — 113 км, а электрических проводов — 760 км. Отопление паровое низкого давления.
Поскольку небоскрёб окружён различными деловыми зданиями, то снизу полностью не обозревается. Он выполнен в сдержанном и элегантном стиле ар-деко, отделан известняковыми плитами. В отличие от большинства современных небоскрёбов, фасад башни выполнен в классическом стиле. По серому каменному фасаду ввысь тянутся полосы нержавеющей стали, а верхние этажи расположены тремя уступами. Холл высотой тридцать метров вздымается на три этажа. Он украшен панно с изображениями семи чудес света, к которым добавлено восьмое: сам Эмпайр-стейт-билдинг. В зале Рекордов Гиннесса собрана информация о необычных рекордах и рекордсменах.
Здание вошло в десятку красивейших зданий Манхэттена, заняв четвёртое место (после здания Woolworth Building, ставшего третьим).
В 1955 году оно было включено Американским обществом инженеров-строителей в список семи величайших инженерных достижений в истории США, став единственным проектом в этом списке, который полностью спроектирован, оплачен и управляется частными лицами. За проект Эмпайр-стейт-билдинг архитектор Уильям Лэмб был удостоен почётной медали Архитектурной лиги Нью-Йорка за 1931 год; в том же году он и его коллеги по проекту Ричмонд Шрив и Артур Хармон были удостоены медали Американского института архитекторов.

### Освещение и подсветка
В 1964 году на башню была установлена система прожекторного освещения для того, чтобы подсвечивать верхушку в цветовой гамме, соответствующей каким-либо событиям, памятным датам или праздникам (День святого Патрика, Рождество и так далее). С тех пор подсветка здания становится неповторимым зрелищем: каждому дню недели соответствует свой цвет, а в праздничные дни и знаменательные даты небоскрёб подсвечивают особые комбинации цветов. Например, после восьмидесятилетнего юбилея и последовавшей за ним смерти Фрэнка Синатры подсветка здания была выполнена в синих тонах из-за прозвища певца «Мистер Голубые глаза». После смерти актрисы Фэй Рэй 8 августа 2004 года освещение башни было полностью выключено на 15 минут.
Традиционно, в дополнение к обычному освещению, подсветка здания выполняется в цветах нью-йоркских спортивных команд в те дни, когда в городе проходят матчи этих команд (оранжевый, синий и белый для Нью-Йорк Никс, красный, белый и синий для Нью-Йорк Рейнджерс и т. д.). Во время теннисного турнира US Open в подсветке доминирует жёлтый цвет (цвет теннисного мяча). В июне 2002 года, в дни празднования юбилея Её Величества Королевы Соединённого Королевства Великобритании и Северной Ирландии Елизаветы II, подсветка была пурпурно-золотой (цвета дома Виндзоров). Во время проведения гей-прайдов башня подсвечивается в цвета радужного флага.

### Смотровые площадки
Смотровые площадки Эмпайр-стейт-билдинг являются одним из самых популярных мест паломничества туристов в Нью-Йорке и одними из самых посещаемых смотровых площадок в мире. Всего их посетило более 110 миллионов человек. Площадка на 86-м этаже имеет угол обзора в 360 градусов.
Ещё одна смотровая площадка открыта на 102 этаже. В 1999 году она была закрыта, затем снова открыта в 2005 году. Верхняя площадка полностью закрыта, её площадь намного меньше площади нижней площадки. Из-за большого количества посетителей верхняя площадка закрывается в наиболее напряжённые дни. Туристы оплачивают посещение смотровых площадок в кассе на 86 этаже (для посещения 102 этажа существует отдельная дополнительная оплата).

### Высота
Здание имеет высоту 443,2 м до верхушки шпиля и 381 м до крыши. В течение 41 года оно было самым высоким зданием в Нью-Йорке, а в течение 23 лет — самым высоким сооружением в мире. В 1972 году северная башня Всемирного торгового центра обогнала Эмпайр-стейт-билдинг по высоте и стала самым высоким зданием в мире. После разрушения башен Всемирного торгового центра в результате террористического акта 11 сентября 2001 года Эмпайр-стейт-билдинг снова стал высочайшим зданием в Нью-Йорке и до 2009 года оставался вторым по высоте в США после Уиллис-Тауэр в Чикаго. На сегодняшний день Эмпайр-стейт-билдинг — третье по высоте здание в США.

## Использование как терминала для дирижаблей
В начале эксплуатации здания его шпиль задумывалось использовать в качестве причальной мачты для дирижаблей. 102-й этаж был причальной платформой со сходнями для подъёма на дирижабль. Специальный лифт, курсирующий между 86-м и 102-м этажами, мог использоваться для транспортировки пассажиров. Регистрация, по задумке, производилась на 86 этаже. Однако идея воздушного терминала была признана несостоятельной ввиду соображений безопасности (сильные и нестабильные воздушные потоки наверху здания делали причаливание очень сложным, и после первой попытки стало понятно, что эта идея утопична). Ни один цеппелин так и не причалил к зданию. В 1952 году на месте терминала было размещено телекоммуникационное оборудование.

## Дополнительное использование

### Аттракционы
На втором этаже здания находится аттракцион, открытый в 1994 году для туристов. Аттракцион называется New York Skyride и представляет собой имитатор воздушного путешествия по городу. Длительность аттракциона — 25 минут.
С 1994 по 2002 год действовала старая версия аттракциона, в которой Джеймс Духан, Скотти из сериала «Звёздный Путь», в качестве пилота самолёта, в юмористическом стиле пытался сохранить контроль над самолётом во время шторма. После теракта 11 сентября 2001 года, этот аттракцион был закрыт. В новой версии сюжет остался прежним, однако башни Всемирного торгового центра были убраны из декораций, а пилотом вместо Духана стал Кевин Бейкон. Новая версия преследовала прежде всего не развлекательные, а образовательные и информационные цели. В неё также были включены патриотические элементы.

### Спортивные состязания
Эмпайр-стейт-билдинг — не только одно из самых высоких зданий в городе, визитная карточка Манхэттена и символ архитектуры США, но и площадка для бега. С 1978 года (5 февраля) по лестницам здания проходят соревнования по бегу. Хорошо подготовленным бегунам удаётся преодолеть 1576 ступеней здания — с 1 по 86 этаж — за несколько минут. Изначально рекордное время (10 минут 59 секунд) установил спортсмен-марафонец Пит Скуайрс. В 2003 году австралийский спортсмен-велосипедист Пол Крейк установил новый рекорд (9 минут 33 секунды), который до сих пор не побит. Кроме того, проводятся соревнования среди пожарных и полицейских, которые, в отличие от обычных бегунов, должны бежать с полной выкладкой.

## Происшествия

### Авиакатастрофа 1945 года
В 9:40 утра 28 июля 1945 года бомбардировщик ВВС США B-25 «Митчелл», пилотировавшийся в густом тумане подполковником Уильямом Франклином Смитом-младшим, врезался в северную сторону Эмпайр-Стейт-билдинг между 79 и 80-м этажами (тогда это были офисы Национального католического совета благосостояния). Один из двигателей пробил башню насквозь и упал на крышу соседнего здания, где начался пожар, уничтоживший пентхаус. Другой двигатель и часть шасси упали в шахту лифта, вызвав пожар, который был потушен через 40 минут. В инциденте погибло 14 человек. Лифтёр Бетти Лу Оливер выжила после падения в лифте с высоты 75 этажа — это достижение попало в Книгу Гиннесса. Несмотря на повреждения и человеческие жертвы, здание было открыто для бизнеса на многих этажах через два дня. Катастрофа помогла ускорить принятие давно ожидавшегося Федерального закона о гражданских исках 1946 года, а также включение в закон ретроактивных положений, позволяющих людям подавать в суд на правительство за инцидент. Также в результате катастрофы Администрация гражданской авиации ввела строгие правила, касающиеся полетов над Нью-Йорком, установив минимальную высоту полета 2500 футов (760 м) над уровнем моря независимо от погодных условий.
Год спустя, 24 июля 1946 года, ещё один самолёт едва не врезался в здание. Неопознанный двухмоторный самолёт пронесся мимо смотровой площадки, напугав находившихся там туристов.

### Авария лифта
24 января 2000 года оборвался трос лифта, в котором находилось два человека, и за 4 секунды он упал с 44 этажа на четвёртый. Люди отделались лишь небольшими ушибами.

### Самоубийства
Из-за культового статуса, здание, как и другие достопримечательности Мидтауна, является популярным местом для попыток самоубийства. Более 30 человек пытались покончить жизнь самоубийством на протяжении многих лет, прыгая с верхних частей здания, причем большинство попыток достигли цели.
Первое самоубийство произошло 7 апреля 1931 года, ещё до того, как строительство было завершено, уволенный плотник спрыгнул с 58-го этажа и разбился. Следующее самоубийство произошло в феврале 1935 года уже после открытия здания. Ирма П. Эберхардт прыгнула с 86-го этажа, пролетев 314 метров, она приземлилась на шатер и погибла. 16 декабря 1943 года Уильям Ллойд Рэмбо прыгнул с 86-го этажа, упал он рядом с покупателями рождественских сувениров. Ранним утром 27 сентября 1946 года контуженный морской пехотинец Дуглас У. Брэшер-младший выпрыгнул из окна 76-го этажа рекламного агентства «Грант»; полиция нашла его обувь в 15 метрах от тела.
1 мая 1947 года Эвелин Макхейл спрыгнула со смотровой площадки 86-го этажа и приземлилась на лимузин, припаркованный у обочины. Студент-фотограф Роберт Уайлс сфотографировал странно неповрежденный труп Макхейл через несколько минут после её смерти. Полиция нашла предсмертную записку среди вещей, которые она оставила на смотровой площадке: «Ему гораздо лучше без меня…. Я бы ни для кого не стала хорошей женой». Фотография была опубликована 12 мая 1947 года в журнале Life и часто упоминается как «Самое красивое самоубийство». Позже его использовал художник Энди Уорхол на одной из его гравюр, озаглавленной Самоубийство (Упавшее тело). 7-футовый (2,1 м) сетчатый забор был установлен вокруг террасы 86-го этажа в декабре 1947 года после того, как пять человек попытались прыгнуть в течение трёхнедельного промежутка в октябре и ноябре того же года. К тому времени шестнадцать человек погибли, совершив самоубийственные прыжки.
Только один человек прыгнул с верхней обсерватории. 3 ноября 1932 года Фредерик Эккерт из Астории пробежал мимо охранника в закрытой галерее 102-го этажа и перепрыгнул через ворота, ведущие на открытый подиум, предназначенный для пассажиров дирижаблей. В результате падения он погиб на крыше смотровой площадки 86-го этажа.
Два человека пережили падения, упав с одного этажа на другой. 2 декабря 1979 года Элвита Адамс прыгнула с 86-го этажа, но порыв ветра отбросил её на выступ 85-го этажа, женщина отделалась сломанным бедром. 25 апреля 2013 года мужчина упал с 86-го этажа, прямо со смотровой площадки, Он приземлился на выступ 85-го этажа и остался жив, мужчина отделался незначительными травмами, после чего охранники затащили его во внутрь здания, а прибывшие парамедики увезли его в больницу для психиатрической экспертизы.

## В искусстве
Уже в 1931 году, в год окончания строительства, Эмпайр-стейт-билдинг стал центральной темой театральной постановки, осуществлённой Эдвардом Боузом на сцене театра «Кэпитол». На следующий год это здание впервые появилось на страницах художественного произведения — детской книги Кристофера Морли «Швейцарские Робинзоны на Манхэттене», в которой в результате крушения дирижабля семья героев оказывается в изоляции на вершине ещё не достроенного Эмпайр-стейт-билдинга.
Эмпайр-стейт-билдинг фигурирует более чем в 90 кинофильмах, играя наиболее заметную роль в картине 1933 года «Кинг-Конг» и ленте Лео Маккэри «Любовный роман» (1939). Список кинематографических картин, в которых появляется Эмпайр-стейт-билдинг, ведётся на официальном веб-сайте здания.

## Охранный статус
Эмпайр-стейт-билдинг является официально признанной достопримечательностью города Нью-Йорка с 1981 года. В 1982 году здание было включено в Национальный реестр исторических мест США, а в 1986 году Служба национальных парков присвоила ему статус национального исторического памятника США.

## Галерея
- Взгляд вверх на Эмпайр-стейт-билдинг
- Эмпайр-стейт-билдинг ночью
- Смотровая площадка
- Ночная подсветка небоскрёба в ночь с 11 на 12 сентября 2011 года
- Вид с уровня улицы